# Vandborg
|  | Denne artikel omhandler bygningstypen vandborg, for andre betydninger af opslagsordet, se cykelrytteren Brian Vandborg eller sognet Vandborg Sogn. |
En vandborg eller et vandslot er en borg eller et slot, som integrerer et naturligt eller kunstigt vandområde i sine forsvarsanlæg. Den kan være helt omgivet af vandfyldte voldgrave (voldgravsborg) eller naturlige vandområder såsom øborge i en flod eller ud for kysten. Begrebet stammer fra europæiske borgstudier, især den tyske disciplin Burgenkunde. Nogle fortolkninger af kategorien lægger vægt på, at vandets anvendelse rækker ud over et rent defensivt formål. Når herregårde blev bygget på sådanne steder, eller når en Wasserburg senere blev ombygget til en boligresidens, bliver det tyske udtryk Wasserschloss brugt – bogstaveligt talt: "vandpalads/vandherresæde".

## Eksempler

### Danmark
- Egeskov Slot
- Spøttrup Borg

### Frankrig
- Château d'Ainay-le-Vieil
- Château de la Mothe-Chandeniers
- Château de Pirou
- Château du Plessis-Bourré
- Château de Trécesson
- Château de Suscinio
- Château de Sully
- Château de Sully-sur-Loire

### Italien
- Castello Estense
- Castello di Sirmione

### Litauen
- Trakai slot

### Storbritannien

#### England
- Bodiam Castle
- Caister Castle
- Framlingham Castle[5]
- Herstmonceux Castle
- Kenilworth Castle[6] (voldgraven er drænet)
- Leeds Castle

#### Skotland
- Caerlaverock Castle
- Castle Stalker
- Eilean Donan

#### Wales
- Caerphilly Castle[6]
- Beaumaris Castle

### Sverige
- Bollerup borg
- Malmøhus
- Trolleholm slot
- Vaxholms fæstning
- Örebro slot

### Østrig
- Franzensburg